# Berkshire
Il Berkshire (pronuncia [ˈbɑrkʃər] o [ˈbɑrkʃɪər], detta anche Royal County of Berkshire per la presenza nel suo territorio della residenza reale di Windsor, e abbreviato Berks) è una contea dell'Inghilterra sud-orientale.

## Geografia fisica
La contea confina a nord con l'Oxfordshire e il Buckinghamshire, a est con la Grande Londra, a sud con il Surrey e l'Hampshire e a ovest con il Wiltshire.
Il territorio centro-orientale è prevalentemente pianeggiante e drenato dal fiume Tamigi che segna buona parte del confine settentrionale. Da sud il Tamigi riceve il Loddon e da est il Kennet. Alla confluenza del Kennet con il Tamigi è posta Reading, una delle città più importanti della valle del Tamigi. Altri importanti centri della valle del Tamigi nell'estremo nord-est della contea sono: Slough, Maidenhead, Windsor e Eton. A occidente il territorio si presenta dapprima ondulato per poi ascendere in corrispondenza della catena delle colline Berkshire Downs. Nell'estremo sud-ovest il territorio raggiunge la massima elevazione della contea con i 297 metri della Waldbury Hill, che è la massima elevazione del sud-est dell'Inghilterra.
Il centro più importante della parte occidentale è la città di Newbury posta sul fiume Kennet. Altri centri importanti nell'est della contea sono Wokingham, Bracknell e Ascot.
In passato la contea era più estesa, con il fiume Tamigi che segnava il confine con l'Oxfordshire e il Buckinghamshire. In seguito ad una riorganizzazione territoriale, nel 1974 le città di Abingdon-on-Thames, Didcot, Wallingford e Wantage passarono all'Oxfordshire, mentre Slough e Eton, che erano nel Buckinghamshire, furono annesse al Berkshire.

## Amministrazione
Il primo aprile 1998 il consiglio di contea è stato abolito e i distretti sono divenuti delle unitary authority. Ma a differenza di quello che è successo per altre contee la contea del Berkshire non è stata abolita anche se conserva un ruolo puramente cerimoniale.

### Suddivisioni
|  | 1. West Berkshire (autorità unitaria) 2. Reading (autorità unitaria) 3. Wokingham (autorità unitaria) 4. Bracknell Forest (autorità unitaria) 5. Windsor and Maidenhead (autorità unitaria) 6. Slough (autorità unitaria) |

## Monumenti e luoghi d'interesse
- Ashdown House
- Basildon Park - residenza di campagna costruita tra il 1776 e il 1783 dall'architetto John Carr in stile palladiano; vi nacque Allen Gardiner
- Berkshire Downs - Catena di colline dichiarate "Area di straordinaria bellezza naturale" (AONB)
- Bisham Abbey, residenza storica costruita a partire dal 1260. Oggi ospita degli impianti sportivi.
- Castello di Windsor

- California Country Park

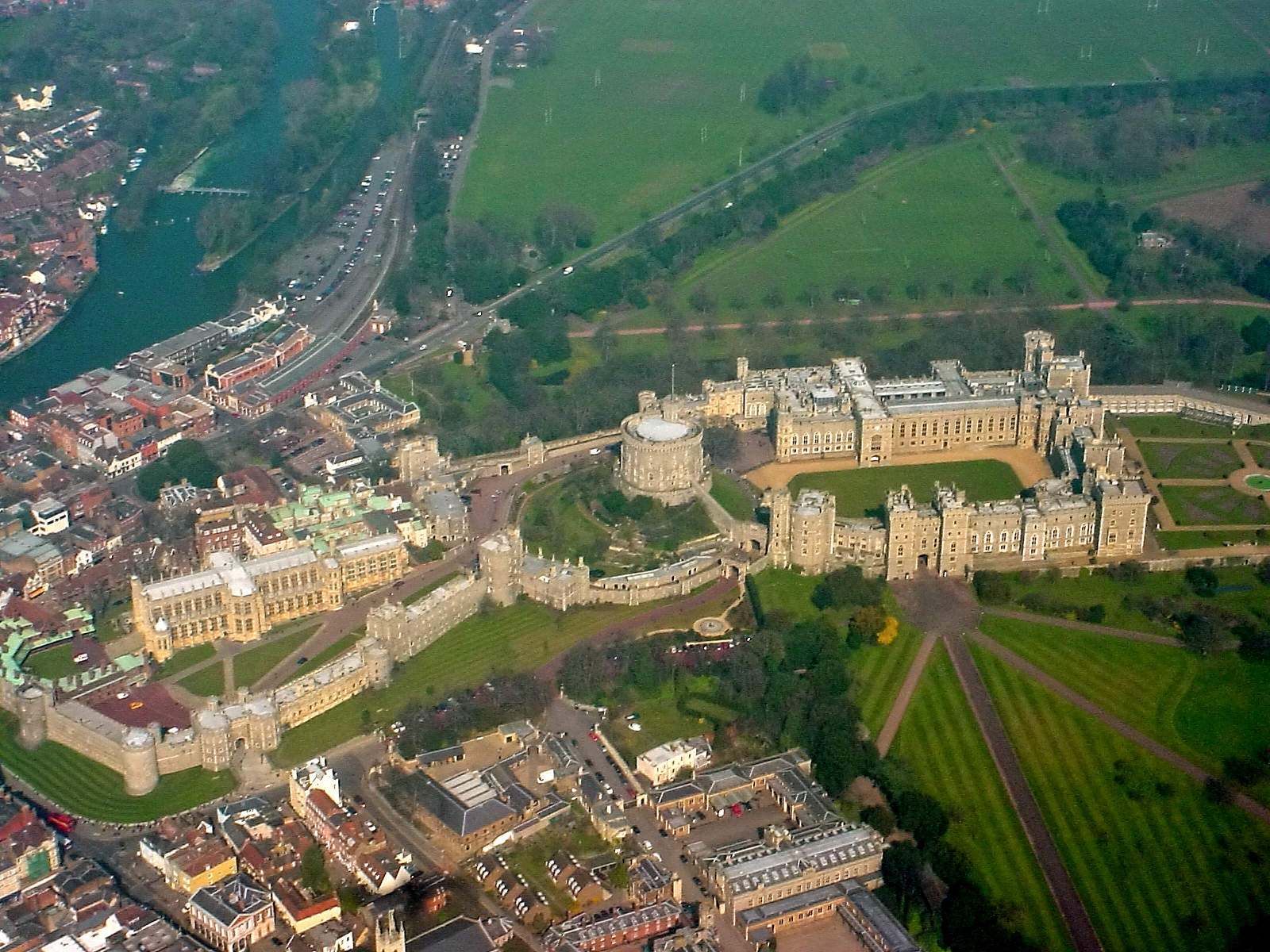
Veduta aerea del castello di Windsor

- Combe Gibbet - forca costruita nel 1636 sulla cima della Waldbury Hill
- Donnington Castle - rovine di un castello medievale nei pressi di Donnington
- Eton College
- Frogmore House, residenza storica della famiglia reale britannica
- Lardon Chase, the Holies and Lough Down
- Legoland Windsor Resort
- Museum of English Rural Life
- Museo di Reading
- Reading Abbey
- Walbury Hill, massima elevazione del sud-est dell'Inghilterra.
- Windsor Great Park